# Liste der Monuments historiques in Trie-Château
Die Liste der Monuments historiques in Trie-Château führt die Monuments historiques in der französischen Gemeinde Trie-Château auf.

## Liste der Bauwerke
| Bezeichnung                              | Beschreibung                  | Standort                          | Kennzeichnung | Schutzstatus | Datum | Bild           |
| ---------------------------------------- | ----------------------------- | --------------------------------- | ------------- | ------------ | ----- | -------------- |
| Stadttor                                 | Erbaut im 15. Jahrhundert     | an der Route nationale 181 (Lage) | PA00114929    | Classé       | 1936  | weitere Bilder |
| Turm der ehemaligen Befestigung          |                               |                                   | PA00114930    | Inscrit      | 1958  |                |
| Kirche Ste-Marie-Madeleine               | Erbaut ab dem 12. Jahrhundert | (Lage)                            | PA00114927    | Classé       | 1962  | weitere Bilder |
| Ehemaliges Schloss, heute Hôtel de ville | Erbaut im 16. Jahrhundert     | (Lage)                            | PA00114925    | Inscrit      | 1956  | weitere Bilder |
| Ehemaliges Hôtel de ville                |                               | (Lage)                            | PA00114928    | Classé       | 1962  | weitere Bilder |
| Dolmen des Trois Pierres                 | Erbaut im 16. Jahrhundert     | im Ortsteil La Garenne (Lage)     | PA00114926    | Classé       | 1962  | weitere Bilder |

## Liste der Objekte
- Monuments historiques (Objekte) in Trie-Château in der Base Palissy des französischen Kultusministeriums
- Monuments historiques (Objekte) in Villers-sur-Trie in der Base Palissy des französischen Kultusministeriums